# Чигин, Леонид Сергеевич
Леонид Сергеевич Чигин (28 августа 1914, Букино, Нижегородская губерния — 19 июля 1943, Орловская область) — командир 113-й танковой бригады, полковник. Герой Советского Союза.

## Биография
Родился 28 августа 1914 года в деревне Букино ныне Богородского района Нижегородской области. Окончил 7 классов семилетней школы в селе Борисово-Покровск. Работал в колхозе. В 1929 году комсомольской организацией был направлен в село Рожново Борского района, заведовал там избой-читальней. Позднее работал на строительстве Борского стеклозавода.
В 1932 году был призван в Красную Армию Борским райвоенкоматом. В 1934 году окончил Горьковскую бронетанковую школу. Член ВКП(б) с 1937 года. Перед войной учился Военной академии механизации и моторизации РККА.
На фронтах Великой Отечественной войны с августа 1941 года. Командуя танковым батальоном, участвовал в боях под Ленинградом. Его танкисты отбили все яростные атаки противника, пытавшегося переправиться через Волхов. В дальнейших боях Чигин показал себя грамотным, волевым командиром.
В мае 1943 года полковник Чигин назначен командиром 113-й танковой бригады. Бригада под его командованием отличилась в боях на Курской дуге. Умело командуя подразделениями и широко используя манёвр, Чигин успешно выполнил все поставленные боевые задачи. За десять дней боевых действий танкисты бригады уничтожили более 40 вражеских танков, 17 орудий, сотни солдат и офицеров противника.
19 июля 1943 года танковая бригада, действуя на направлении главного удара корпуса у посёлка Александровский, завязала бой с превосходящими силами противника. Сам Чигин управлял боем по радио, находясь в головном танке. В этом бою снаряд попал в танк командира бригады, и экипаж погиб.
Похоронен в деревне Гусево Залегощенского района Орловской области.
Указом Президиума Верховного Совета СССР от 4 июня 1944 года за образцовое выполнение боевых заданий командования и проявленные при этом мужество и героизм полковнику Чигину Леониду Сергеевичу присвоено звание Героя Советского Союза.
Награждён орденом Ленина.
В городе Богородск на Аллее Героев и в посёлке Залегощь установлены бюсты Л. С. Чигину. Его именем названа улицы в посёлке Залегощь и деревне Букино Богородского района Нижегородской области.